# Duellmanohyla lythrodes
Duellmanohyla lythrodes är en groddjursart som först beskrevs av Savage 1968.  Duellmanohyla lythrodes ingår i släktet Duellmanohyla och familjen lövgrodor. IUCN kategoriserar arten globalt som starkt hotad. Inga underarter finns listade i Catalogue of Life.